# ألبرت جوزيف براون
ألبرت جوزيف براون (بالإنجليزية: Albert Joseph Brown)‏ هو محامي وسياسي كندي، ولد في 8 يوليو 1861 في كندا، وتوفي في 16 نوفمبر 1938. حزبياً، نشط في حزب كندا المحافظ. وقد انتخب عضو مجلس الشيوخ الكندي.